# Levan Tediașvili
Levan Tediașvili (n. 15 martie 1948, Sagarejo⁠(d), Kakhesia⁠(d), Georgia – d. 17 februarie 2024) a fost politician georgian și luptător ce a reprezentat Uniunea Republicilor Sovietice Socialiste, medaliat olimpic. A participat la 2 ediții ale Jocurilor Olimpice (1972, 1976) în care a câștigat două medalii de aur.